# Бокошиї черепахи
Бокоши́ї черепа́хи (Pleurodira) — ряд (за іншою системою — підряд) водяних черепах, які, ховаючись під панциром, не втягують шию, а загинають її набік під край спинного щита. Включає 2 родини, 13 родів і понад 40 видів, поширених тільки в Південній півкулі (Субсахарська Африка, Мадагаскар, Південна Америка, Австралія, Нова Гвінея).
Викопні бокошиї черепахи відомі з еоцену (Індія), а можливо, і з верхньої крейди (Нова Зеландія), зокрема Araripemys.